# Pasquale de’ Rossi
Pasquale de’ Rossi (* 1641 in Vicenza; † 28. Juni 1722 in Rom), auch als Pasqualino de’ Rossi bekannt, war ein italienischer Maler des Barock.
Er war ein Autodidakt. Zunächst kopierte er Werke anderer Künstler wie Pietro della Vecchia, Antonio da Correggio und Annibale Carracci. Spätestens 1666 kam er nach Rom, wo er zwei Jahre später Mitglied der Virtuosi del Pantheon wurde und 1670 der Accademia di San Luca. Er schuf vor allem sakrale Werke wie Altarbilder, war aber auch mit Genrebildern erfolgreich. In den 1670er Jahren fertigte er eine Reihe von Werken für Kirchen in den Marken.
Er malte die Taufe des Herrn für die Cappella Montemirabile in der Basilika Santa Maria del Popolo in Rom und wirkte auch im Königlichen Palast in Turin.

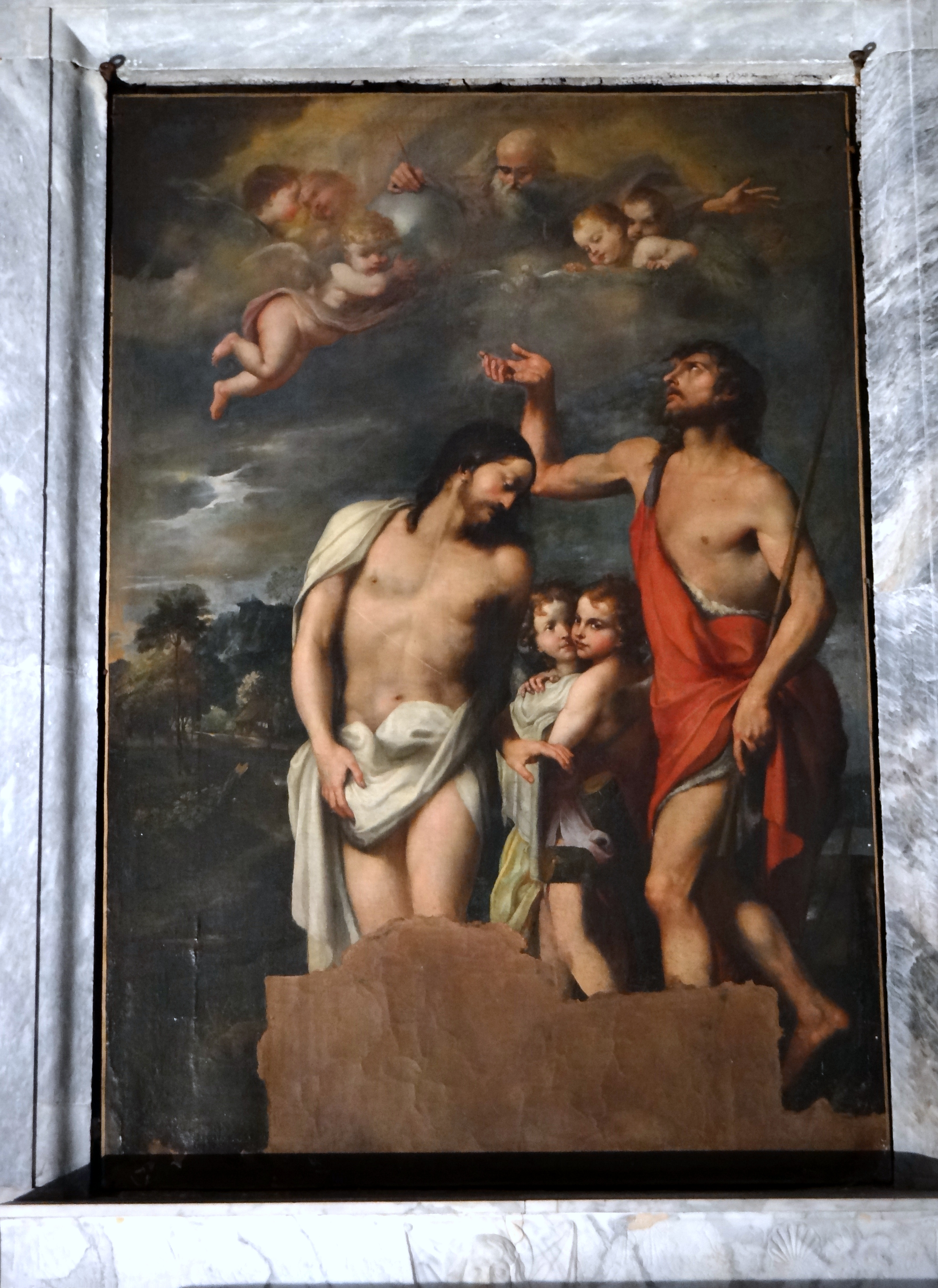
Taufe Christi
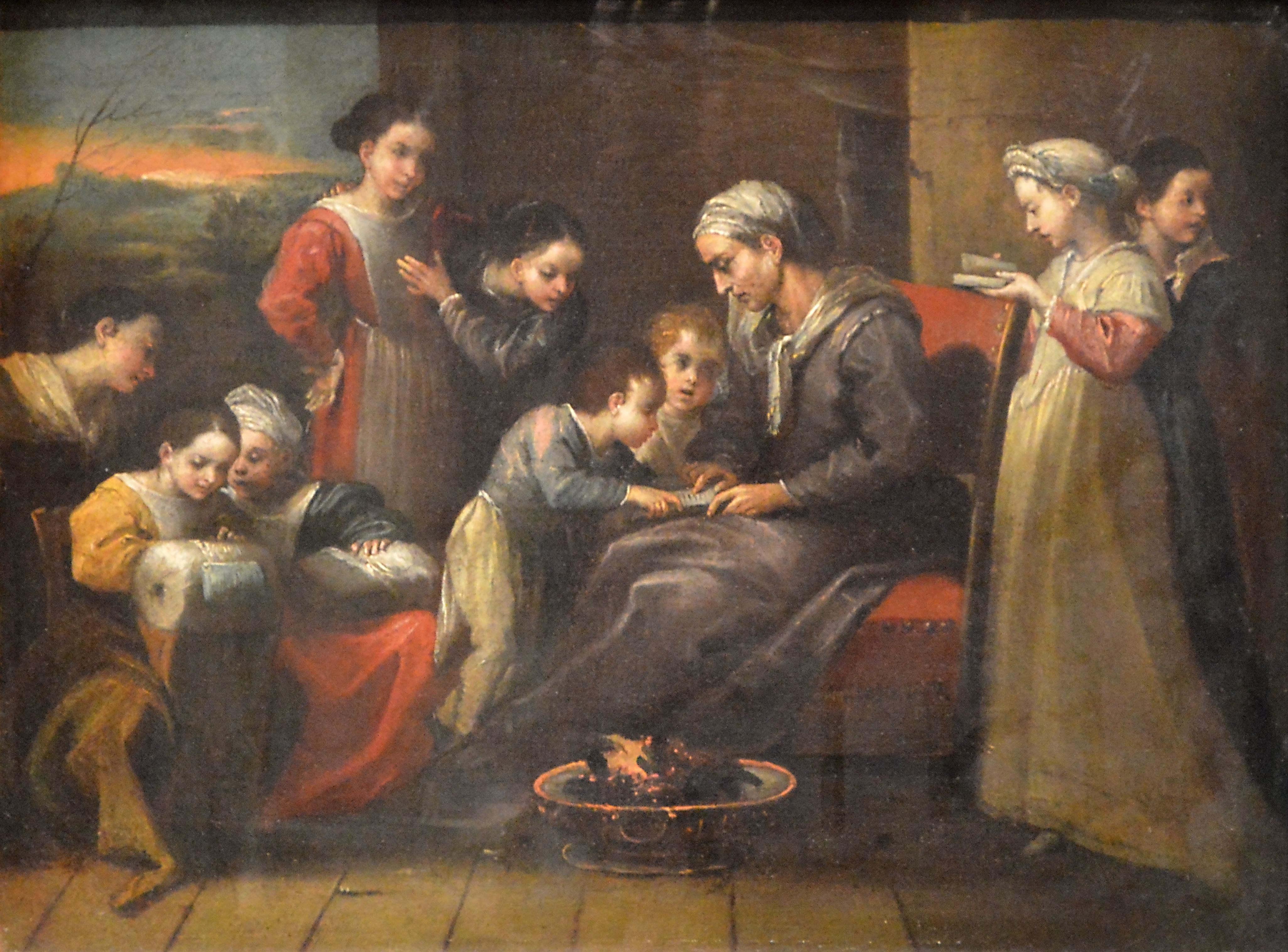
La Maîtresse d’école
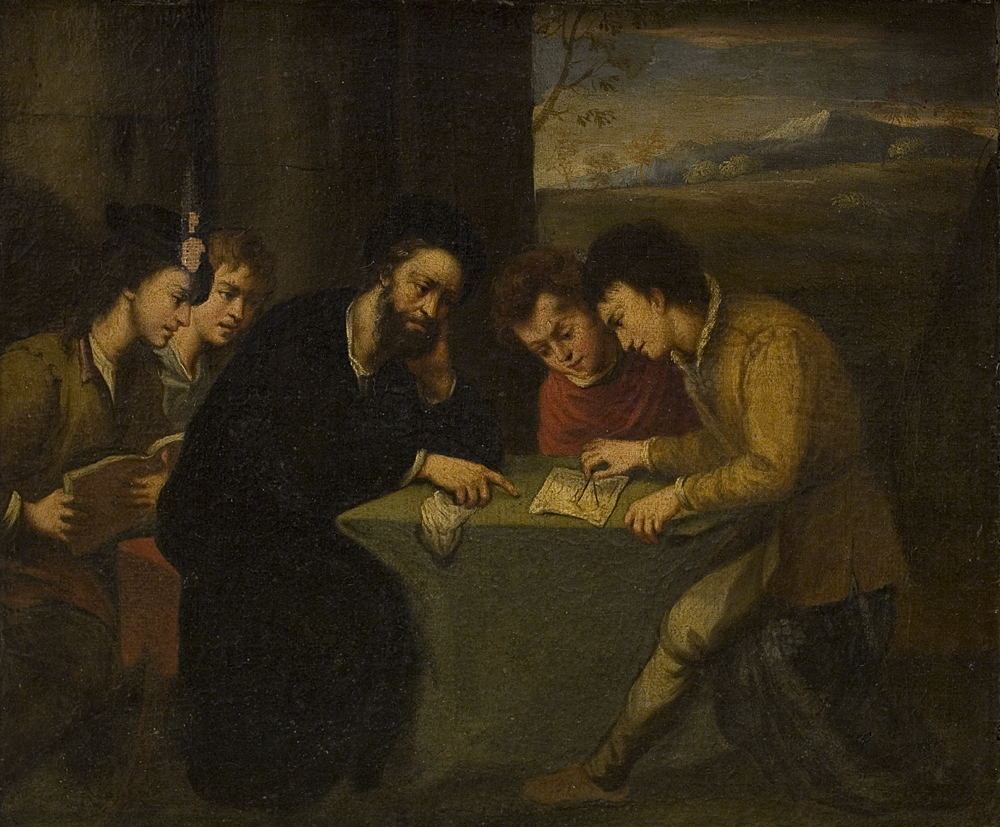
Lehrer mit vier Schülern
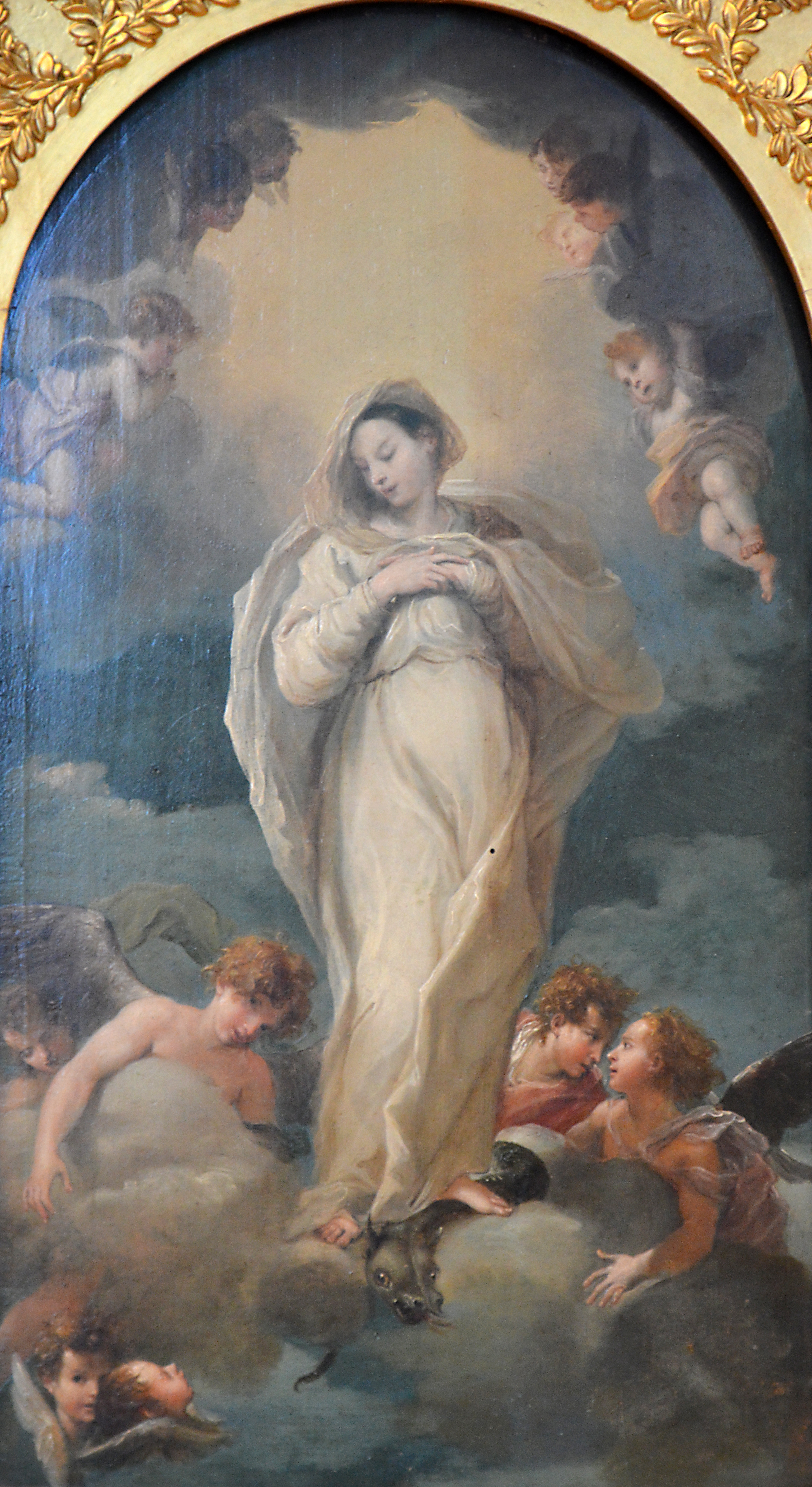
Unbefleckte Empfängnis